# Broadway Melody of 1936
Broadway Melody of 1936 is een Amerikaanse musicalfilm uit 1935 geregisseerd door Roy Del Ruth. De hoofdrollen worden gespeeld door Jack Benny, Eleanor Powell, Robert Taylor, June Knight en Una Merkel. 
De film werd genomineerd voor drie Oscars, waaronder de Oscar voor beste film. De film wist uiteindelijk één nominatie te verzilveren.

## Rolverdeling
| Acteur               | Personage      |
| -------------------- | -------------- |
| Jack Benny           | Bert Keeler    |
| Eleanor Powell       | Irene Foster   |
| Robert Taylor        | Robert Gordon  |
| Una Merkel           | Kitty Corbett  |
| Sid Silvers          | Snoop Blue     |
| Buddy Ebsen          | Ted Burke      |
| June Knight          | Lillian Brent  |
| Vilma Ebsen          | Sally Burke    |
| Nick Long Jr.        | Basil Newcombe |
| Robert John Wildhack | Hornblow       |
| Paul Harvey          | Scully         |
| Frances Langford     | zichzelf       |
| Harry Stockwell      | zichzelf       |

## Prijzen en nominaties
| Jaar | Prijs          | Categorie            | Genomineerde(n) | Uitslag     |
| ---- | -------------- | -------------------- | --------------- | ----------- |
| 1935 | Academy Awards | Beste film           | Beste film      | Genomineerd |
| 1935 | Academy Awards | Beste verhaal        | Moss Hart       | Genomineerd |
| 1935 | Academy Awards | Beste dansinstructie | Dave Gould      | Gewonnen    |